# كأس فنلندا 2006
كأس فنلندا 2006 (بالفنلندية: Jalkapallon Suomen Cup 2006)‏ هو موسم من كأس فنلندا. أشرف على تنظيمه اتحاد فنلندا لكرة القدم، وكان عدد الأندية المشاركة فيه 386، وفاز فيه نادي هلسنكي.